# Derek Sikua
David Derek Sikua (10 de septiembre de 1959) es un político de las Islas Salomón, que fue Primer ministro del país desde el 20 de diciembre de 2007 al 25 de agosto de 2010.
A lo largo de su carrera política ha ocupado diversos cargos en los distintos ministerios del país, hasta que en 2006 fue elegido diputado del Parlamento Nacional por la circunscripción de North East Guadalcanal siendo nombrado Ministro de Educación y Desarrollo de Recursos Humanos en el gabinete de Manasseh Sogavare el 4 de mayo de 2006. Se unió a la oposición en noviembre de 2007. Después de que Sogavare fuera derrotado en una moción de confianza el 13 de diciembre, fue remplazado en el cargo de primer ministro por Sikua que fue quien la propuso. Fue elegido primer ministro con el apoyo de 32 diputados por 15 del candidato del gobierno Patteson Oti. Tras las elecciones de 2010, en las que volvió a ser elegido diputado, no se volvió a presentar al cargo de Primer ministro. Le sucedió Danny Philip del Partido Progresista del Pueblo.